# Ceptureni
Ceptureni – wieś w Rumunii, w okręgu Mehedinți, w gminie Ponoarele. W 2011 roku liczyła 131 mieszkańców.